# Djurgårdsbrunnsviken

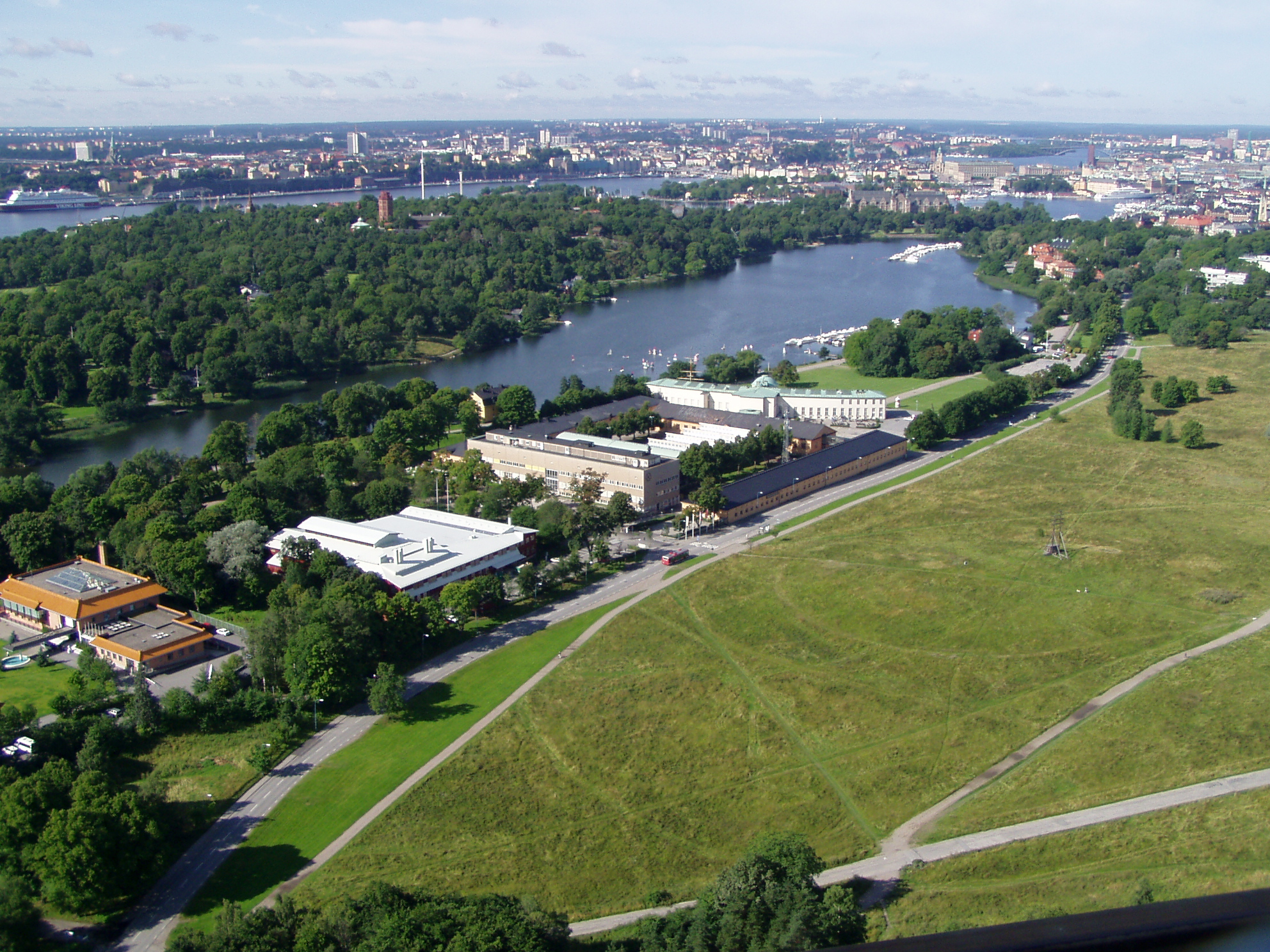
Djurgårdsbrunnsviken vist des de la torre Kaknästornet orientat cap al sud-oest.

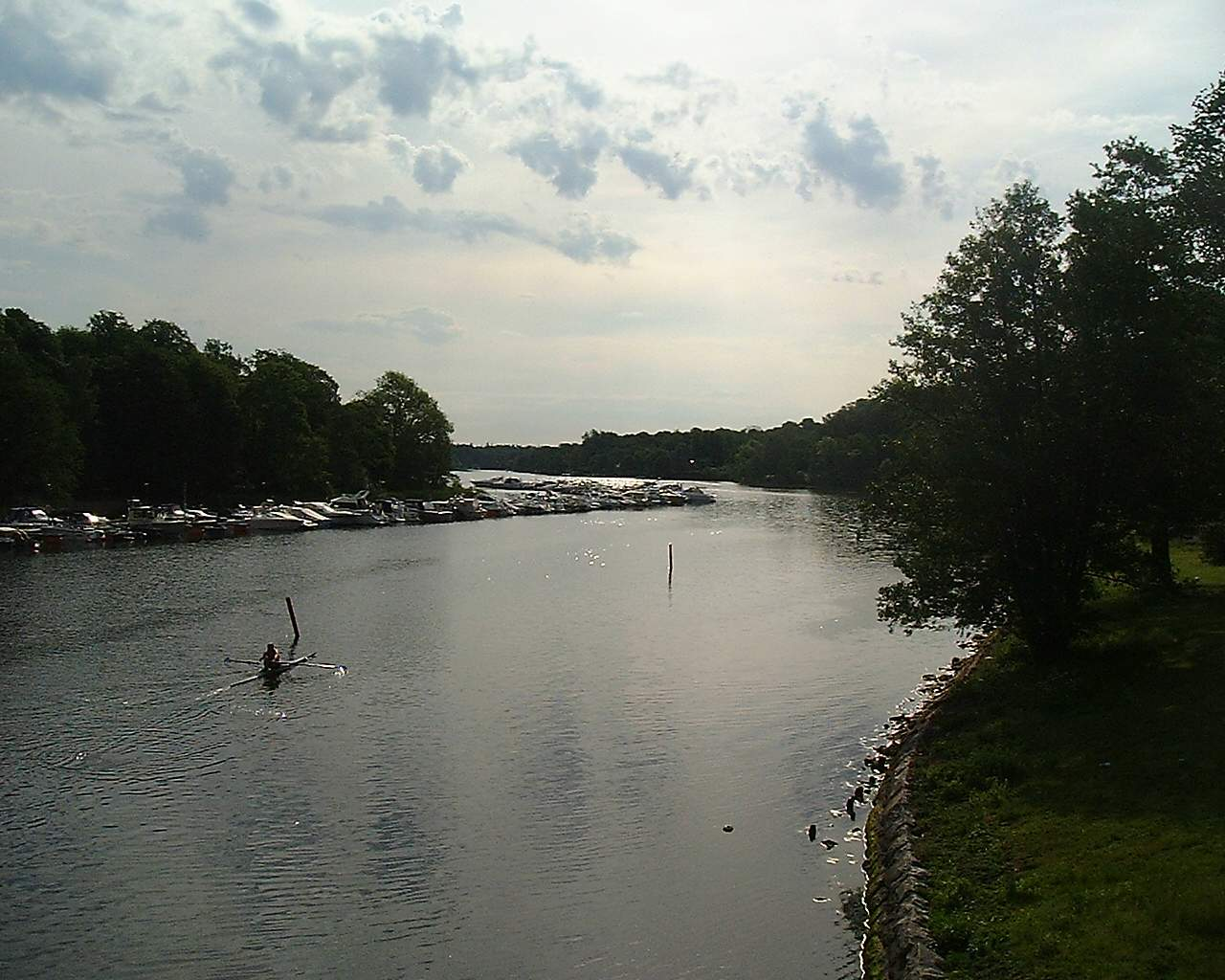
Vista des del Djurgårdsbron.

Djurgårdsbrunnsviken és una badia que es troba al centre d'Estocolm, que juntament amb el canal Djurgårdsbrunnskanalen formen la costa nord de l'illa de Djurgården. El pont de Djurgårdsbron travessa la badia.
Històricament la zona fou coneguda per la seva abundant pesca. Actualment és una popular destinació de bany durant els mesos d'estiu.
La badia va ser seu dels salts, natació (inclòs la prova aquàtica del pentatló modern), waterpolo i rem durant els Jocs Olímpics de 1912 i durant els Campionats Suecs de 1930.
A la costa nord de la badia hi ha una gran quantitat d'ambaixades i diversos museus, incloent el Museu Marítim (Sjöhistoriska museet), el Museu Etnogràfic (Etnografiska Museet) i el Museu de la Tècnica (Tekniska Museet). A la costa sud hi ha el museu a l'aire lliure de Skansen i el Palau de Rosendal (Rosendals Slott).